# Syllepte glaucalis
Syllepte glaucalis là một loài bướm đêm trong họ Crambidae.